# Skansen Etnograficzny w Russowie
Skansen Etnograficzny w Russowie – skansen prezentujący zabytki budownictwa ludowego w Kaliskiem, położony w zabytkowym parku w Russowie, w sąsiedztwie Dworku Marii Dąbrowskiej; oddział Muzeum Okręgowego Ziemi Kaliskiej w Kaliszu.

## Ekspozycja
W skansenie znajdują się:
- wąskofrontowy dom mieszkalny z Takomyśli – ok. 1870 r.
- stodoła dwusąsiekowa z Godziesz Wielkich – 2 poł. XIX w.
- obora ze Skrzatek – koniec XIX w.
- spichlerz z zagrody wybranieckiej w Russowie, nazywany „sołkiem” – 2 poł. XVIII w.
- chata mieszkalna z Dobrzeca – 1 poł. XIX w.
- spichlerz dworski z Kuźnicy Grabowskiej – z 1800 r.

Część zabudowań figuruje w rejestrze zabytków pod numerem kl.IV-885/13/60 z 17 marca 1960 roku.